# پیچ سنجاقی

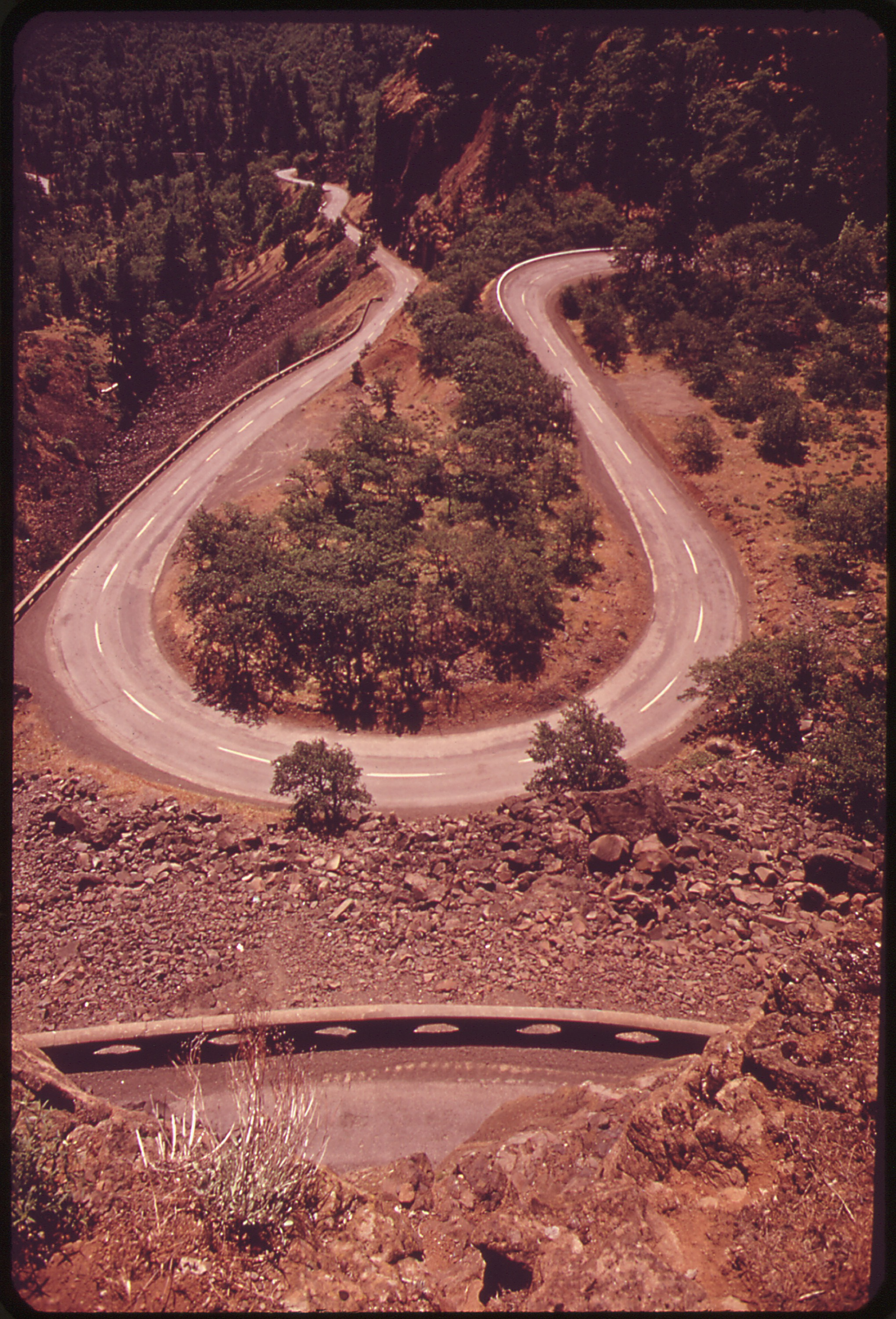
پیچ سنجاقی در اورگون (مهٔ ۱۹۷۳)

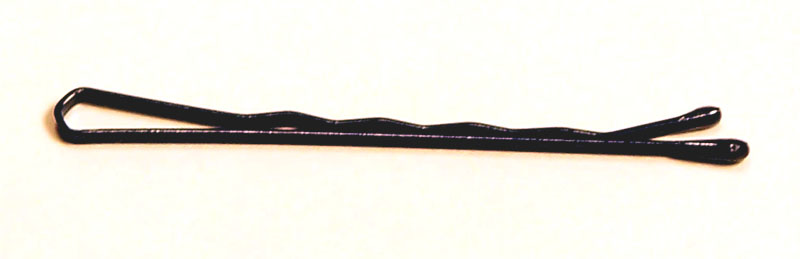
شکل سنجاق سر که پیچ سنجاقی بر پایهٔ آن نامگذاری شده‌است.

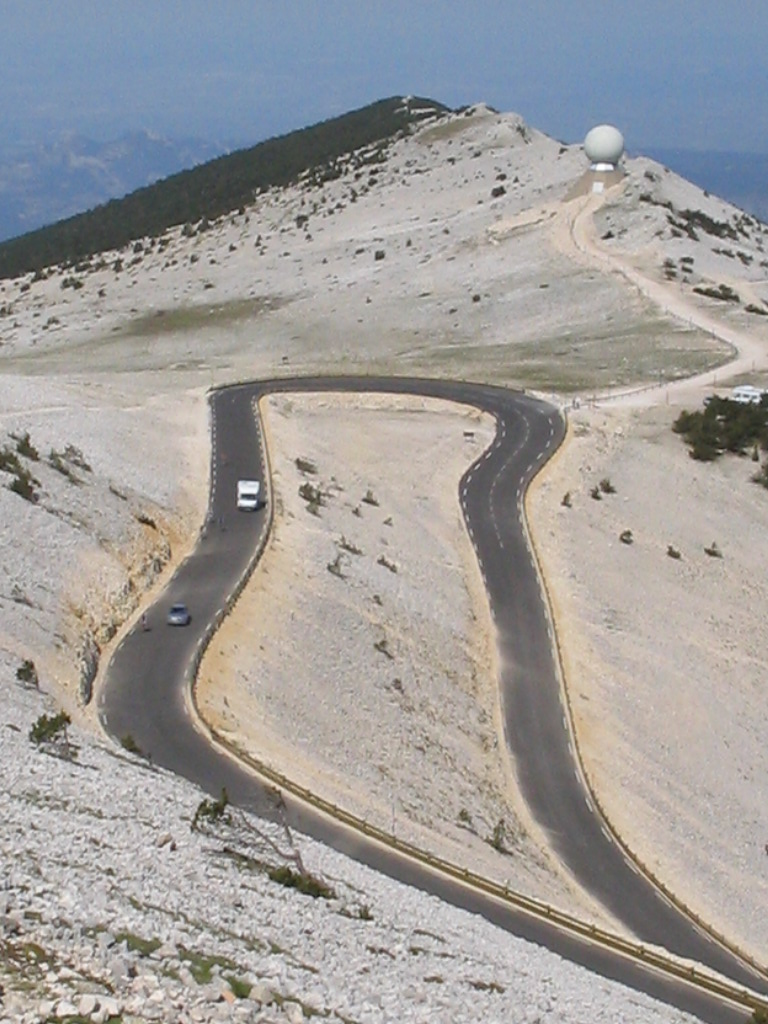
پیچ سنجاقی در کوه ونتو در فرانسه

پیچ سنجاقی که بر پایهٔ شباهت آن با سنجاق سر نام‌گذاری شده است، انحنایی در یک جاده با زاویهٔ داخلی بسیار تیز است و یک خودروی عبوری یا دوچرخه سوار برای ادامهٔ مسیر باید تقریباً ۱۸۰ درجه دور بزند.

## تعریف

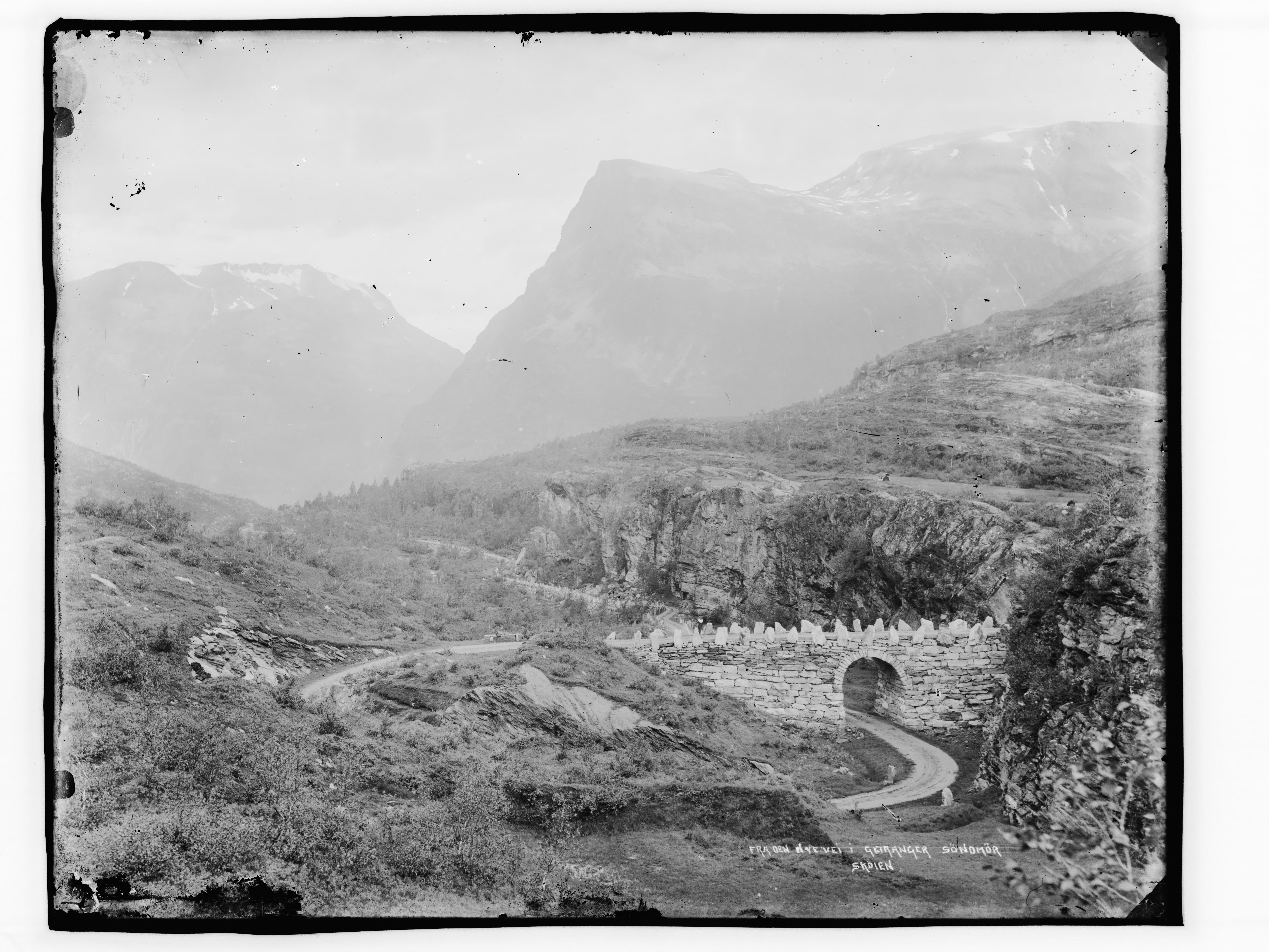

پیچ‌های سنجاقی معمولاً هنگام بالارفتن یا پایین‌آمدن جاده از یک شیب تند ساخته می‌شوند و عبور از مسیر پرشیب را با شیب مناسب امکان‌پذیر می‌کنند. این پیچ‌ها، معمولاً به صورت زیگزاگی طراحی می‌شوند. بزرگراه‌های دارای پیچ‌های سنجاقی متوالی در مقایسه با مسیرهای مستقیم، امکان بالا رفتن و پایین آمدن ایمن‌تر و ساده‌تر در زمین‌های کوهستانی را فراهم می‌کنند؛ ولی به ازای آن، مسیر طولانی‌تر و معمولاً با محدودیت سرعت پایین‌تر خواهد بود. ساخت چنین جاده‌هایی هزینهٔ کمتری نسبت به جاده‌های دارای تونل دارد.

## جاده‌های دارای پیچ سنجاقی

### اروپا
- آلپ دوز در فرانسه برای ۲۱ پیچ سنجاقی خود مشهور است.
- گردنهٔ استلویو با ۴۸ پیچ سنجاقی در رمپ شمال خود یکی از مشهورترین گردنه‌های کوهستان آلپ است.
- تپه‌نوردی یک از انواع مسابقات اتومبیل‌رانی است که در جاده‌های کوهستانی دارای پیچ سنجاقی برگزار می‌شود.
- در مسابقات دوچرخه‌سواری، مسیرهای سربالایی کوهستانی با تعداد زیادی پیچ سنجاقی به عنوان سخت‌ترین مسیرها در نظر گرفته می‌شوند و بیشتر در تور دو فرانس، جیرو دیتالیا، تور سوئیس و ووئلتا اسپانیا دیده می‌شوند.
- جادهٔ ترولستیگن در راومای نروژ دارای ۱۱ پیچ سنجاقی است.

### ایران
- گردنه هزارچم، چهار پیچ سنجاقی دارد که تفاوت ارتفاع بین پیچ اول و چهارم، صد متر است.
- گردنه دیزین، هجده پیچ سنجاقی دارد که تفاوت ارتفاع بین پیچ اول و هجدهم، پانصد متر است.
- گردنه سیاه سنگ (بین روستای بلده و روستای وازک)، از جنوب به شمال ده پیچ سنجاقی با تفاوت ارتفاع ششصد متر و از شمال به جنوب، یازده پیچ سنجاقی با تفاوت ارتفاع نهصد متر دارد.
- گردنه تَرک بَشم (جاده پل زنگوله به روستای کمربن)، از غرب به شرق هشت پیچ سنجاقی با تفاوت ارتفاع چهارصد متر و از شرق به غرب، شش پیچ سنجاقی با تفاوت ارتفاع دویست و پنجاه متر دارد.
- گردنه لاوش (جاده روستای کمربن به روستای میناک) از غرب به شرق نُه پیچ سنجاقی با تفاوت ارتفاع سیصد متر و از شرق به غرب، پنج پیچ سنجاقی با تفاوت ارتفاع صد و پنجاه متر دارد.
- گردنه گَن کولام (یا پیچ بُن، جاده سه هزار)، از جنوب به شمال هجده پیچ سنجاقی با تفاوت ارتفاع هزار و دویست متر و از شمال به جنوب، سی و سه پیچ سنجاقی با تفاوت ارتفاع هزار و چهارصد متر دارد.
- در جادهٔ روستای سنگچال به روستای فیلبند، سی و شش پیچ سنجاقی با تفاوت ارتفاع هشتصد و پنجاه متر وجود دارد.

### آسیا
- در عراق، جادهٔ عبوری از کوهستان سنجار بین ۹۰ تا ۱۰۰ پیچ سنجاقی در یک مسافت ۲۰ کیلومتری دارد.[۱]

## ورزش‌های موتوری

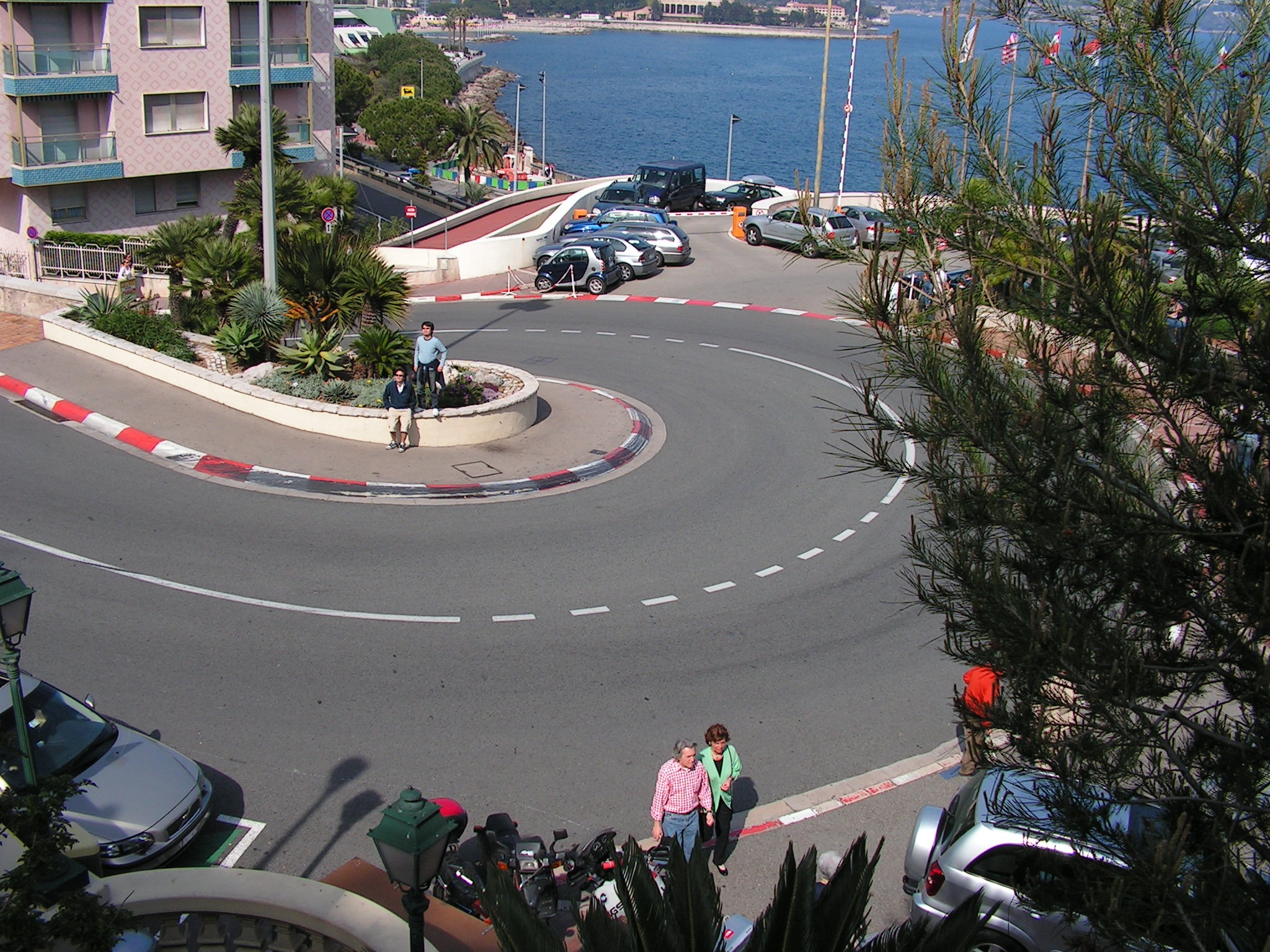
پیچ سنجاقی در هتل فرمون در پیست موناکو

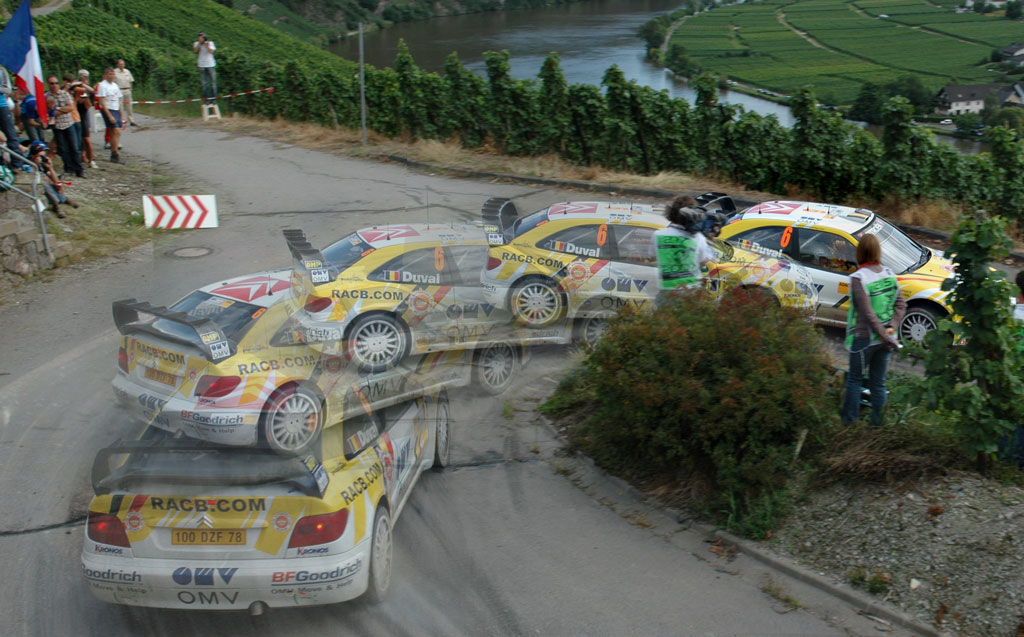
یک خودروی رالی در حال طی‌کردن پیچ سنجاقی در آلمان (۲۰۰۷)

- پیچ سنجاقی هتل فرمون، کندترین پیچ در مسابقات فرمول یک است.
- در بسیاری از پیست‌های مسابقات موتوری، حتی در صورت هموار بودن سطح زمین، پیچ‌های سنجاقی قرار داده می‌شوند. هدف از این کار، فراهم‌کردن چالشی بزرگتر برای رانندگان است تا فرصت‌های سبقت‌گیری افزایش یابد یا مسیر مسابقه بدون افزایش سطح اشغال‌شده توسط مسیر، افزایش یابد.

## راه‌آهن
پیچ سنجاقی در منحنی‌های خط آهن، پیچ نعل‌اسبی نامیده می‌شود که شعاع انحنای این پیچ‌ها بسیار بیشتر از پیچ‌های سنجاقی در جاده‌ها است.